# Leiotettix pulcher
Leiotettix pulcher är en insektsart som beskrevs av Rehn, J.A.G. 1913. Leiotettix pulcher ingår i släktet Leiotettix och familjen gräshoppor. Inga underarter finns listade i Catalogue of Life.